# Powiat Grójecki
Der Powiat Grójecki ist ein Powiat (Kreis) in der polnischen Woiwodschaft Masowien. Der Powiat hat eine Fläche von 1268,8 km², auf der etwa 96.500 Einwohner leben.

## Gemeinden
Der Powiat umfasst zehn Gemeinden, davon vier Stadt-und-Land-Gemeinden und sechs Landgemeinden.

### Stadt-und-Land-Gemeinden
- Grójec
- Mogielnica
- Nowe Miasto nad Pilicą
- Warka

### Landgemeinden
- Belsk Duży
- Błędów
- Chynów
- Goszczyn
- Jasieniec
- Pniewy